# Nagatino-Sadovniki
Nagatino-Sadovniki (Муниципальный округ Нагатино-Садовники) est un district administratif du district administratif sud de Moscou, existant depuis 1991.
Formé lors de la réforme administrative de 1991, il tire son nom de l'une de ses rues, la rue Sadovniki (« rue jardiniers »), et de la ville de Nagatino, qui se trouvait à l'est du district.

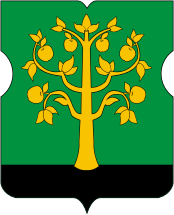
Armes du district
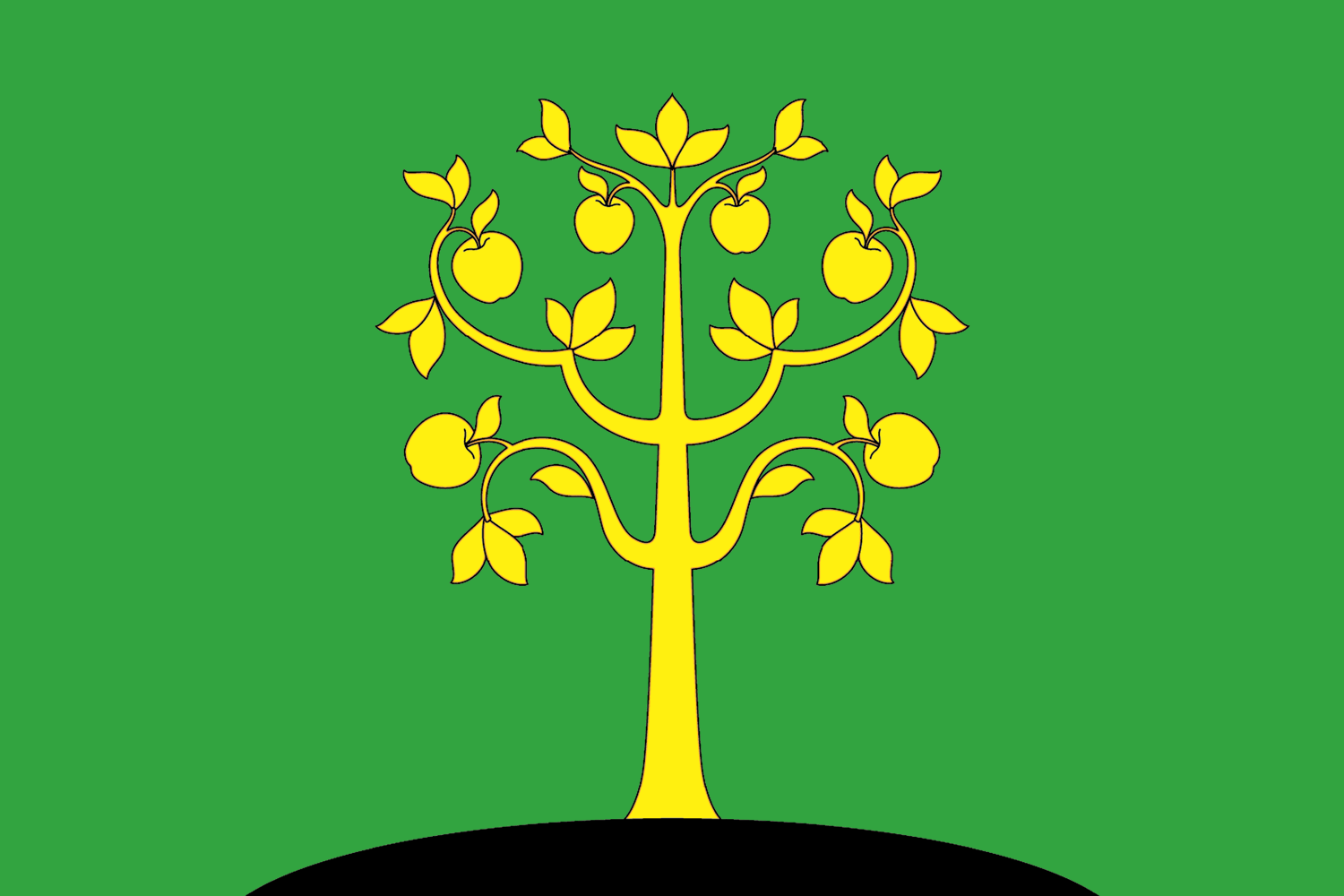
Drapeau du district